# 弗萊海德

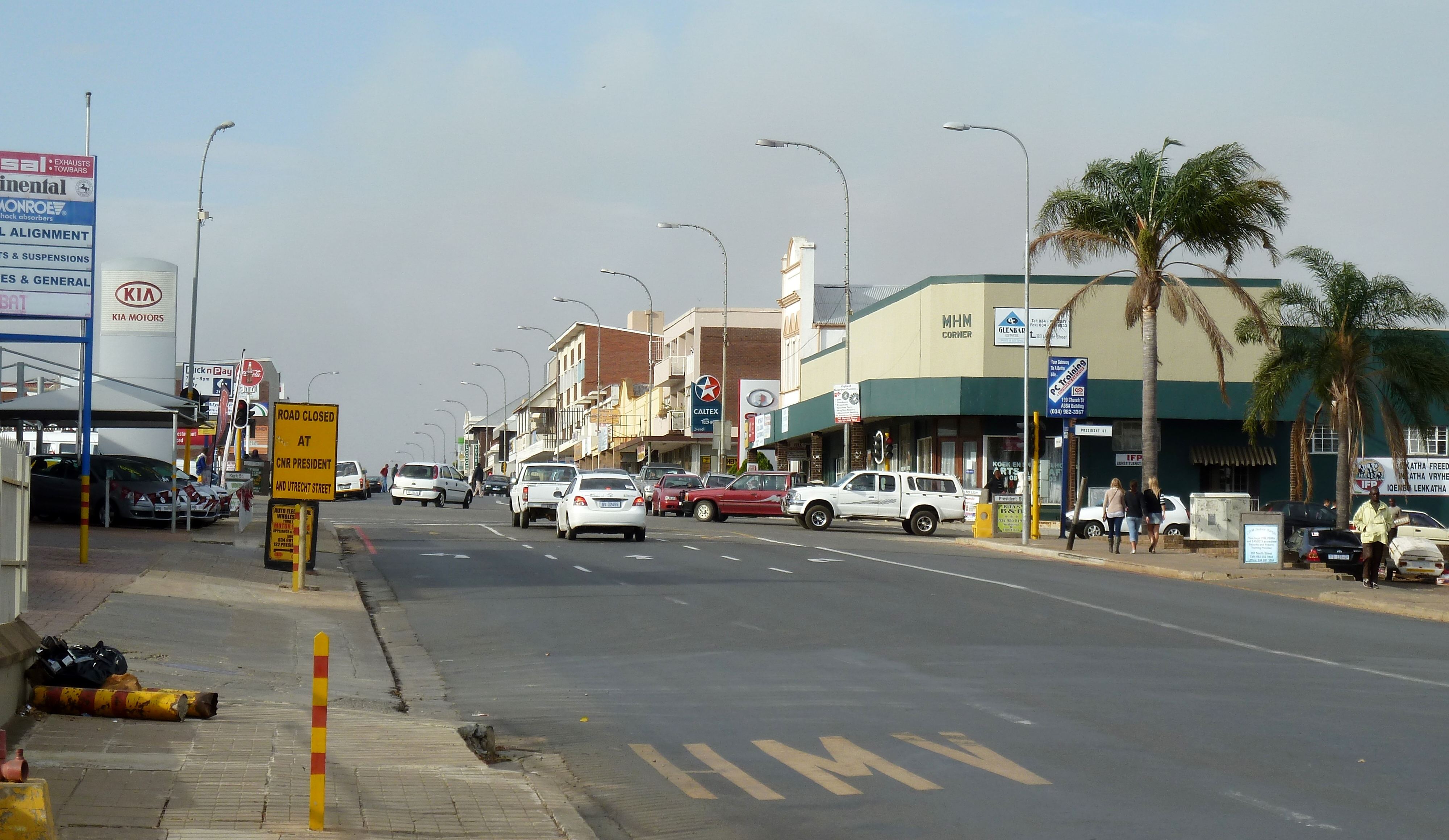

弗萊海德是南非的城鎮，位於該國東北部，由夸祖魯-納塔爾省負責管轄，始建於1884年，面積16.74平方公里，2001年人口15,021，人口密度每平方公里約900人。